# Горјански
Горјански (мађарски: de Gara) је била угарска великашка породица чији су припадници владали у Славонији, Срему и Мачви.

## Историја
Горјански су пореклом из мађарског града Дорозме у жупанији Чонград. У изворима се породица по први пут јавља у Хрватској када је херцег Бела, син угарског краља Беле IV, даровао 1269. године, као награду за верну службу, Ивану, »de genere Drusma« и његовом сину Стефану I, своме мачоноши, село Горјани у тадашњој Вуковској жупанији. По селу је породица понела име. Горјани су постали баштински посед Горјанских. Они на свом имању граде утврђени град и око њега подижу насеље. Историја породице Горјански може се пратити од владавине Стефана I. Он је између 1296. и 1300. године био значајна личност у Пожешкој и Вуковској жупанији, а 1300. године понео је титулу мачванског бана. Његови синови су утемељивачи три огранка породице Горјански. Павле I је утемељивач банске гране, Иван II Ботош ботошке, а Андрија I палатинске гране.

### Банска и ботрошка грана
Павле се спомиње од 1310. године када је као присталица Карла I Анжујског добио Дреновац у Пожешкој жупанији. Од 1320. до 1326. године обавља функцију мачванског бана, жупана Вуковске, Сремске и Бодрошке жупаније. Од 1330. до 1336. године је краљичин судија, а од 1354. године помиње се као њен благајник. Имао је двојицу синова: Ивана III и Павла II. Утемељивач Ботрошке гране, Иван II, помиње се у бројним документима између 1314. и 1338. године. Имао је сина Андрију II. Андријин син био је Гргур II који је погинуо 1386. године у бици код Горјана. Као последњи из овог огранка породице Горјански помињу се Ђурађ и Андрија 1438. године.

### Палатинска грана
Палатинска грана породице Горјански најзнаменитији је огранак породице Горјански. Андрија I се у изворима помиње више пута између 1317. и 1330. године. Имао је двојицу синова: Павла IV (умро после 1356) и Николу I Горјанског. Никола је познати угарски властелин. Погинуо је у бици код Горјана. Имао је сина Николу II који је касније постао хрватски бан и палатин. Његов брат Иван VII је у бици код Горјана заробљен, али је касније ослобођен. Николу Горјанског Млађег отровала је жена 1429. године. Са њом је имао само ћерку Катарину. Имао је и тројицу синова, Николу III (са неименованом ћерком српског кнеза Лазара Хребељановића), Ладислава IV и Ивана VIII са Аном Цељском. Иван VIII је 1411. године, након склапања мира између Жигмунда и Стефана Остоје постао вазал угарског краља који га је поставио за војводу Усоре. Иван је присвојио имања Хрвоја Вукчића Хрватинића 1413. године када је херцега Жигмунд прогласио издајником. У бици код Лашве пада у заробљеништво. У изворима се последњи пут помиње 1424. године. Ладислав IV обављао је функцију мачванског бана, а у изворима се последњи пут помиње 1457. године. Његов син јединац, Јоб, умире 1481. године. Његовом смрћу изумрла је породица Горјански.